# Schleusen- und Stauwehranlage Amerongen

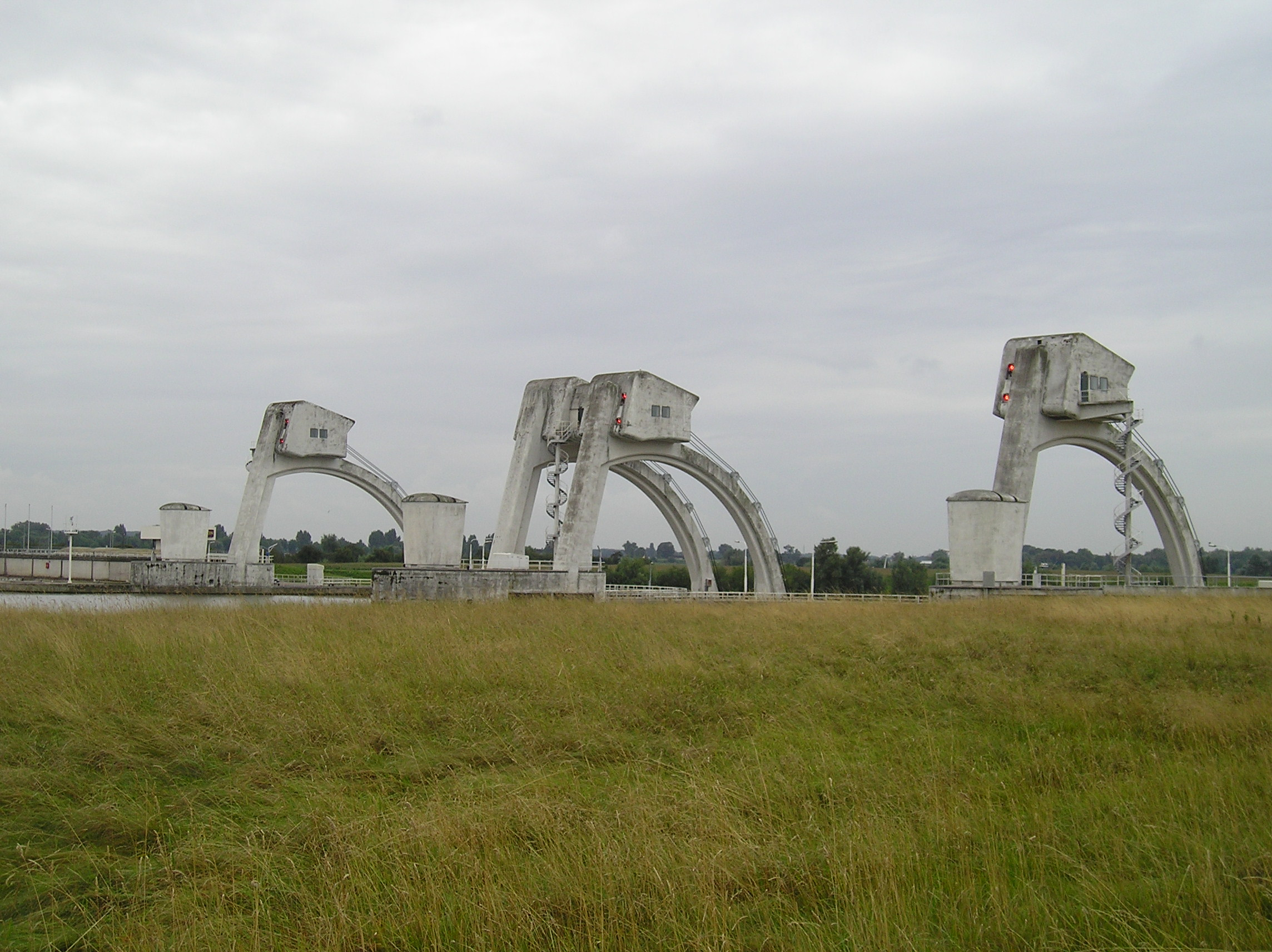
Schleusen- und Wehranlage in Amerongen

Die Schleusen- und Stauwehranlage Amerongen  ist eine wasserbauliche Anlage, die im Rahmen des Deltaplans bei Amerongen am Nederrijn gebaut wurde. Nach siebenjähriger Bauzeit wurde sie 1966 eingeweiht. Die Anlage besteht aus einer Schleuse, den Stauwehren und einem Wasserkraftwerk. Im Verlauf von Nederrijn und Lek wurden drei Schleusen- und Stauwehranlagen gebaut.

## Stauwehr

### Aufgabe
Das Stauwehr hat die Aufgabe, den Wasserstand des Nederrijns zwischen Driel und Amerongen konstant zu halten. Wenn die Abflussmenge des Rheins niedrig ist, gewährleistet das Schließen des Wehrs, dass das Hinterland mit ausreichend Süßwasser für die Landwirtschaft versorgt wird, und der Wasserstand im Nederrijn für die Schifffahrt genügt. Bei zu viel Wasser aus dem Rhein werden die Wehre geöffnet, das Wasser kann dann schneller Richtung See abfließen. Bei geöffneten Wehren kann das Personal durch einen Tunnel unter dem Wehr zur anderen Seite gelangen.
Die beiden Wehre sind halbkreisförmige Visierwehre mit 9,50 Metern Höhe, die bei HSW (Höchster Schifffahrtswasserstand) eine Durchfahrtsbreite von 38 Metern und eine Höhe von 9,10 Metern garantieren. Größte Breite ist 48 Meter. Die Wehre wiegen 200 Tonnen.

### Schleuse

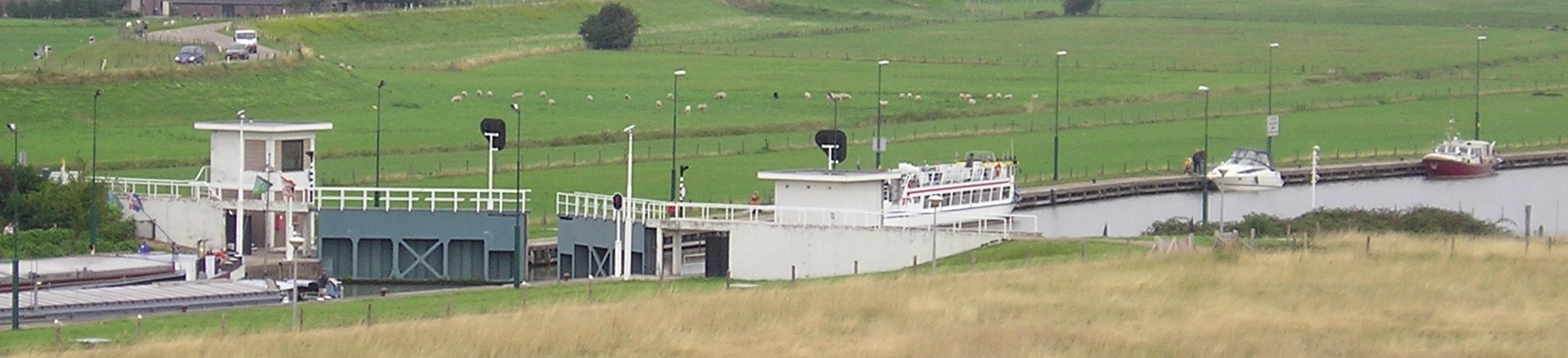
Schleuse

Für die Schifffahrt ist neben dem Wehr eine Schleuse eingerichtet. Die Schleuse ist 260 Meter lang und 18 Meter breit. Mit einem Mitteltor kann die Schleuse in zwei Kammern aufgeteilt werden, 152 und 90 Meter. Daneben gibt es noch ein Wasserkraftwerk.

### Wasserkraftwerk Maurik

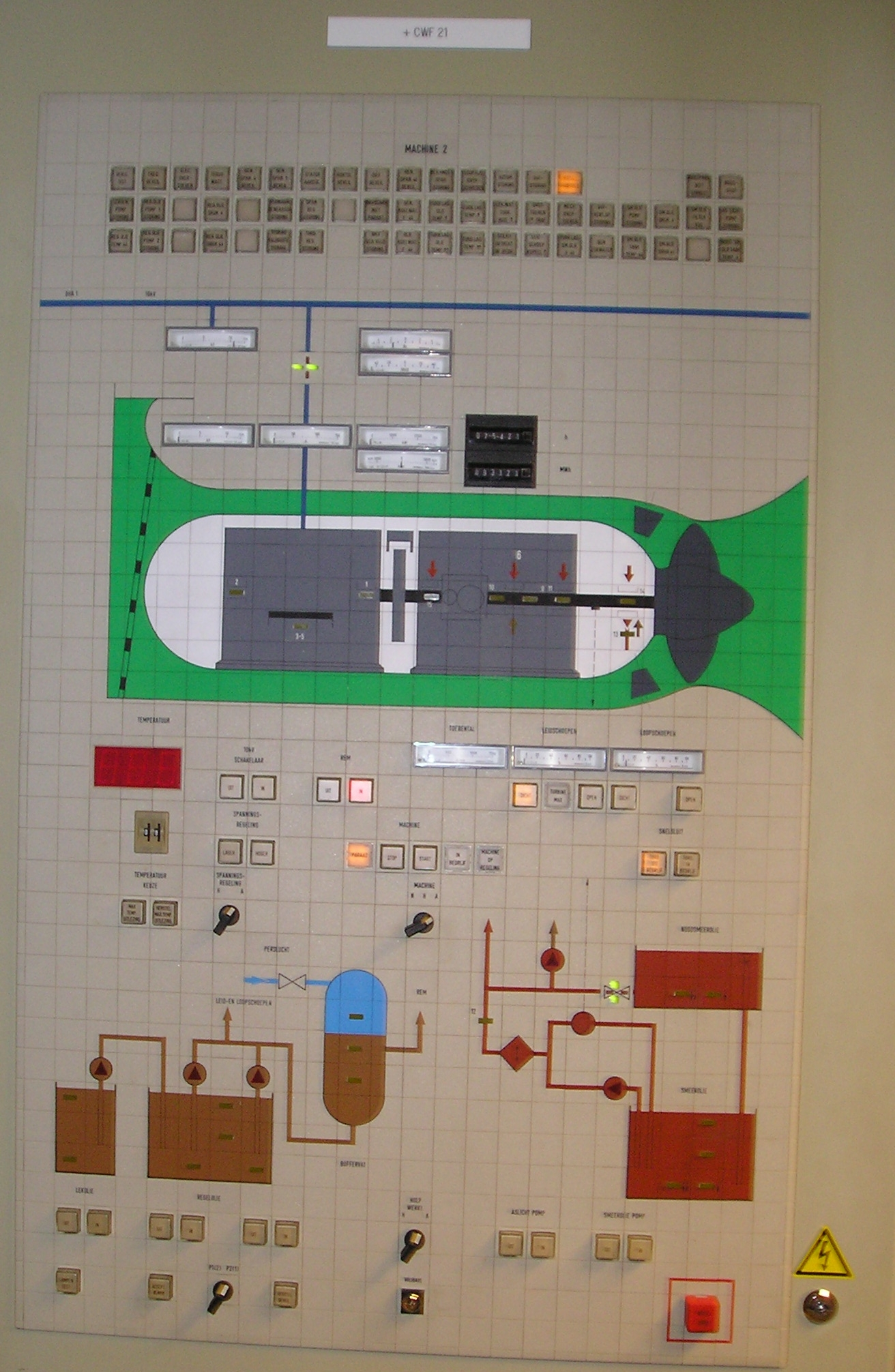
Bedientafel

Das Wasserkraftwerk Maurik verfügt über vier identische Turbinen, die jeweils in einem Strömungskanal mit einem variablen Durchmesser von vier bis zehn Metern verbaut sind. Das Wasser strömt mit einer Geschwindigkeit von 12 m/s in die Turbinen. Die Turbinen drehen sich 78 mal pro Minute. Ein Getriebe erhöht diese Rotation auf 750 min−1 für die vier Generatoren. Jeder Generator hat eine Leistung von 2500 kW, insgesamt hat das Kraftwerk also eine Leistung von 10 MW. Die Generatoren erzeugen jährlich eine elektrische Energie von 24 bis 25 GWh.

### Fischtreppe

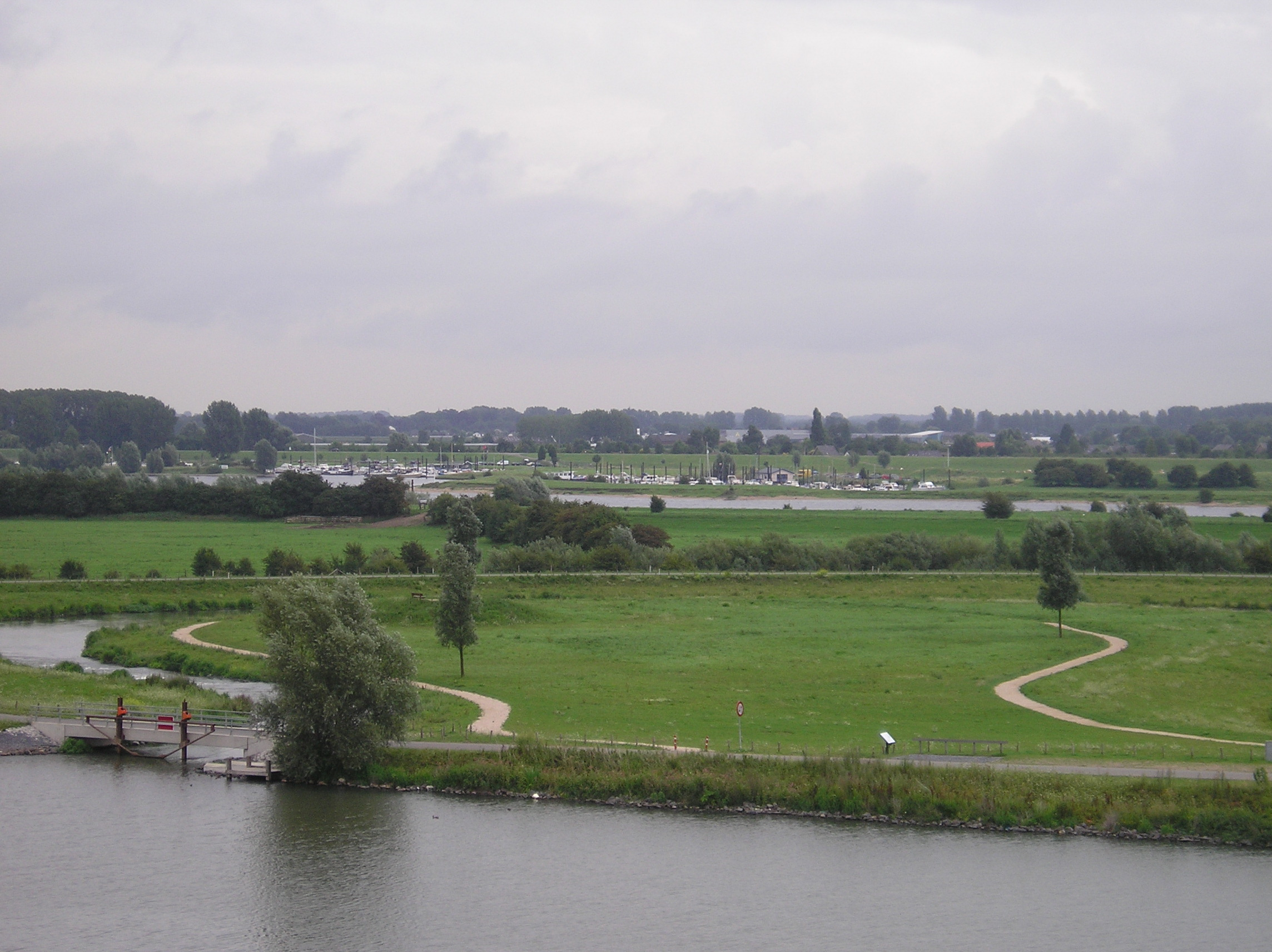
Fischtreppe

Die Fischtreppe ermöglicht den Wanderfischen den Zugang zu oberhalb gelegenen Gewässern. Sie besteht aus 24 Becken mit einem Höhenunterschied von jeweils 16 Zentimetern.

## Ähnliche Anlagen

### Anlage Driel
Eine zweite Schleusen- und Stauwehranlage gleicher Bauart befindet sich bei Driel, sie wurde 1974 fertiggestellt. Mit dieser Wehranlage wird die Wassermenge der IJssel reguliert. Bei einer Abflussmenge unter 2000 m³/s bei Lobith wird das Wehr geschlossen, der Zufluss zum Nederrijn wird auf 40 m³/s begrenzt. Damit wird ein ausreichender Wasserstand für die IJssel gewährleistet. Zu dieser Anlage gehört ebenfalls eine Fischtreppe.

### Anlage Hagestein
Eine weitere baugleiche Anlage befindet sich bei Hagestein am Lek. Hier ist lediglich die Schleuse nur 220 Meter lang.